# Weyburn
Weyburn è una città del Canada, situata nella provincia del Saskatchewan. 
Si trova a circa 110 km a sud-est da Regina e a circa 70 km a nord dal confine con il Dakota del Nord e quindi con gli Stati Uniti. Inoltre la città è attraversata dal fiume Souris.